# Polizeiruf 110: Nachtdienst
Nachtdienst ist ein Fernsehfilm aus der ARD-Krimireihe Polizeiruf 110. Der Film wurde vom Bayerischen Rundfunk produziert und wurde am Sonntag, den 7. Mai 2017 erstmals im Ersten ausgestrahlt. Es ist der 13. Fall des Münchner Polizeiruf-Ermittlers Hanns von Meuffels.

## Handlung
Die 80-jährige, verwirrt erscheinende Elisabeth Strauß berichtet dem Kriminalhauptkommissar Hanns von Meuffels kurz vor seinem Feierabend von einem Mord an einem Mitbewohner, den sie beobachtet haben will. Der Kommissar bringt die alte Dame zunächst an die in ihrem Ausweis angegebene Adresse, wo er von ihrer Tochter erfährt, dass sie an vaskulärer Demenz leidet und im Pflegeheim Johannishof wohnt. Als Meuffels jedoch Blut auf dem Bademantel der Rentnerin sieht, beschließt er, sie selbst ins Pflegeheim zu fahren. Die Ermittlungen im Pflegeheim führen von Meuffels zu einem toten Bewohner, der eine Kopfverletzung aufweist. Dies und der Fundort des Toten lassen von Meuffels einen gewaltsamen Tod vermuten, so dass er die Spurensicherung hinzuzieht. Der Pathologe kann aber so schnell keine eindeutige Aussage treffen, ob tatsächlich eine unnatürliche Todesursache vorliegt. Die anderen Kollegen wollen sich nicht auf weitere Nachforschungen einlassen; deshalb versucht der Kommissar allein und noch in der Nacht herauszufinden, was genau an dem Abend im Heim geschah. Das diensthabende Pflegepersonal erscheint dabei wenig kooperativ, was aber nicht nur mit dem enormen Arbeitsaufkommen durch die vielen betreuungsintensiven Bewohner zu tun haben scheint. Akribisch durchforstet von Meuffels Zimmer für Zimmer in dem Pflegeheim, doch lediglich der als Querulant eingestufte Claus Grübner und die demente Elisabeth Strauß scheinen die einzigen ansprechbaren Personen unter den Bewohnern. Grübner ist jetzt im Alter ein recht verbitterter Mann geworden. Einst hatte er beim SEK gearbeitet und sich für den Schutz der Bürger eingesetzt, und nun fristet er sein Dasein in einem einfachen Pflegeheim. Als Erinnerung an seine aktive Zeit hat er sich eine seiner alten Sportschützenwaffen mit hierher genommen. Er versichert von Meuffels, dass sie ohne Munition sei.
So kommt der Kommissar allmählich hinter die kleinen Geheimnisse in dem Haus: Der diensthabende Pfleger Sebastian Kroll trinkt heimlich und deckt die kleinen Verfehlungen seiner Mitarbeiter, denn Tscharlie Meier verkauft Uhren und andere Wertgegenstände seiner Schützlinge, und Pflegekraft Marija Abramovich lässt ihren kleinen Sohn im Heim übernachten, wenn sie dort Dienst hat. Der getötete Karl Urban hatte diverse Videoaufnahmen in seinem Zimmer, die sich von Meuffels Stück für Stück ansieht. Dabei entdeckt er, wie Urban nachts, mit seiner Kamera in der Hand, die Bewohner heimlich filmt. Bei einer Aufnahme ist er im Zimmer von Elisabeth Strauß, die sich fast zu Tode erschrickt, als sie Urban mit der Kamera auf sich zukommen sieht. Als der Kommissar nachhakt, gibt der Pfleger an, dass es zwar Beschwerden über Urban gab, man es aber der Demenz der Bewohner zugeschrieben und dies nicht weiter beachtet hätte. Während von Meuffels diese Vorgänge zu klären versucht und deshalb Marija Abramovich verhört, erscheint plötzlich Claus Grübner und behauptet, Urban erschlagen zu haben, weil der ihn bedroht habe. Der Kommissar bemerkt sofort, dass dies nicht stimmen kann, und so gesteht Marija Abramovich, dass sie den alten Mann mit einer Wasserkaraffe auf den Kopf geschlagen habe, weil er sie zum wiederholten Male belästigt und unsittlich angefasst habe. Sie sei müde vom vielen Nachtdienst gewesen und als Urban sie auf dem Gang an die Wand gedrängt und ins Ohr gebissen habe, habe sie sich mit der Karaffe gewehrt. Von Meuffels ist nicht glücklich darüber, die überarbeitete Frau nun festnehmen zu müssen, zumal ihr Sohn Janni das nun miterleben müsste. Auch Grübner ist bedrückt und will Marija sein Sparbuch schenken, weil sie es jetzt besser brauchen könne als er. Wortlos sieht er zu, wie von Meuffels mit den beiden abfährt. Unterwegs erreicht den Kommissar ein Notruf des Pflegers Kroll, wonach Claus Grübner mit einer Waffe im Pflegeheim auf Menschen schießen würde. Sofort dreht von Meuffels um, fährt zurück und verständigt noch vom Auto aus das SEK. Als der Kommissar mit entsicherter Pistole das Haus betritt, bietet sich ihm ein Bild des Grauens. Bewohner für Bewohner wurde im Schlaf durch einen gezielten Kopfschuss getötet. Auch Pfleger Kroll, der Grübner stoppen wollte, liegt sterbend auf dem Gang. Als von Meuffels auf Grübner trifft, äußert dieser: „Ich erzeuge eine kleine Katastrophe, um damit eine größere aufzudecken. Nur dann würde man vielleicht damit aufhören, Menschen wie Schlachtvieh zu behandeln.“ Er wirft von Meuffels vor, dass er einfach hätte gehen sollen und erschießt sich dann. Als das SEK eintrifft, wird nur noch Pfleger Meier und eine Frau lebend angetroffen, die sich verstecken konnte. 23 Menschen sind tot, auch Elisabeth Strauß.
Hanns von Meuffels verlässt resigniert das Pflegeheim und befürchtet, dass es zu dieser Katastrophe nicht gekommen wäre, wenn er nicht so hartnäckig auf die Aufklärung des Todes von Karl Urban bestanden hätte. Ob er jetzt erneut Marija Abramovich festnimmt, bleibt offen.

## Hintergrund
Der Film wurde vom 16. November 2016 bis zum 16. Dezember 2016 in München gedreht. Drehort für das Pflegeheim Johannishof im Film, in dem die Folge ganz überwiegend spielt, war Haus 8 des Schwabinger Krankenhauses. 

## Rezeption

### Kritiken
„Dieser Krimi ist todtraurig. Und höchst vital. Man fühlt sich stark an die Folge erinnert, in der von Meuffels im Jahr 2012 unter Medikamenteneinfluss im Krankenhaus Missstände im Gesundheitswesen aufdeckte. Auch in diesem Jazz-und-Pflegenotstand-'Polizeiruf' wird nun einerseits leger eine extrem hohe atmosphärische Dichte geschaffen. Andererseits trägt der Film aber auch beflissen Fakten zum politischen Dauerbrenner zusammen.“

Rainer Tittelbach von tittelbach.tv meinte anerkennend: „‚Nachtdienst‘ ist ein Krimi-Drama, das unter die Haut geht. Reduktion und Konzentration bestimmen die Dramaturgie – daraus ergibt sich eine Geschichte, die man hierzulande nur einem Kommissar wirklich glauben kann: Hanns von Meuffels, der zwischen Zorn, Ironie, Penetranz & mit einem gewissen Charme den Pflegenotstand quasi im Vorbeigehen aufdeckt, so wie der Film die tragi(komi)sche Phänomenologie der Demenz sensibel, aber ungeschönt aufzeigt. Das Kammerspielhafte passt zur Geschichte, und dass die gesellschaftliche Katastrophe in krimineller Energie mündet, wirkt in diesem Film einmal nicht aufgesetzt: Das Drama nutzt quasi den Krimi, um den Finger noch tiefer in die Wunde zu legen.“
Bei der FAZ schrieb Heike Hupertz: „Die Kamera von Klaus Eichhammer nimmt ohne Rücksicht in den Blick, was sonst verborgen bleibt. ‚Nachtdienst‘ […] ist kein Krimi, obwohl Menschen in diesem ‚Polizeiruf‘ gewaltsam zu Tode kommen. Der Film ist eine ästhetisch herausragend gestaltete Anklage; eine Nachtmahrgeschichte über die Schrecken des Endes der Individualität und den Verlust des Menschlichen, getragen von einem brillanten Ensemble steinalter Schauspieler. Der Film hält sich nicht mit Andeutungen auf, seine Übertreibung ist systematisch.“

### Einschaltquoten
Die Erstausstrahlung von Nachtdienst am 7. Mai 2017 wurde in Deutschland von 8,03 Millionen Zuschauern gesehen und erreichte einen Marktanteil von 23,0 % für Das Erste.

### Auszeichnungen
- FairFilm Award 2017: Fairste Produktion des Jahres 2016[6]
- Rolf-Hans Müller Preis für Filmmusik 2018 an Richard Ruzicka[7]